# Vauxaillon
 Vauxaillon  là một xã ở tỉnh Aisne, vùng Hauts-de-France thuộc miền bắc nước Pháp.

## Hành chính
| Danh sách thị trưởng                   |                  |                    |      |         |
| Giai đoạn                              | Giai đoạn        | Tên                | Đảng | Tư cách |
| tháng 3 năm 2001                       | tháng 3 năm 2008 | Antoine Pagni      |      |         |
| tháng 3 năm 2008                       |                  | Jean-Pierre Aupeix |      |         |
| Tất cả các dữ liệu trước đây không rõ. |                  |                    |      |         |

## Biến động dân số
| 1962                                         | 1968 | 1975 | 1982 | 1990 | 1999 |
| -------------------------------------------- | ---- | ---- | ---- | ---- | ---- |
| 292                                          | 300  | 288  | 290  | 326  | 378  |
| Số liệu từ năm 1968: Dân số không tính trùng |      |      |      |      |      |

dân số năm 2008: 450 người